# SxS

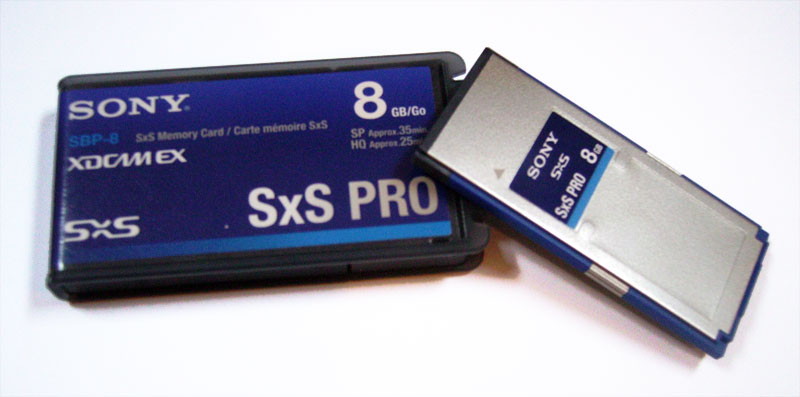
Scheda SxS da 8 GB

Lo SxS (pronuncia "esbaies")  è uno standard di memoria flash aderente allo standard ExpressCard creato da Sony e SanDisk per le videocamere professionali.
Le schede sono disponibili dalla fine del 2007; sono del tipo ExpressCard/34.
La capacità arriva fino a 128 GB; la velocità di trasferimento dati di 3,5 Gbps (440 MB/s) in lettura e una velocità di trasferimento dati di 1,6 Gbps (200 MB/s) in scrittura.